# Бурові роботи

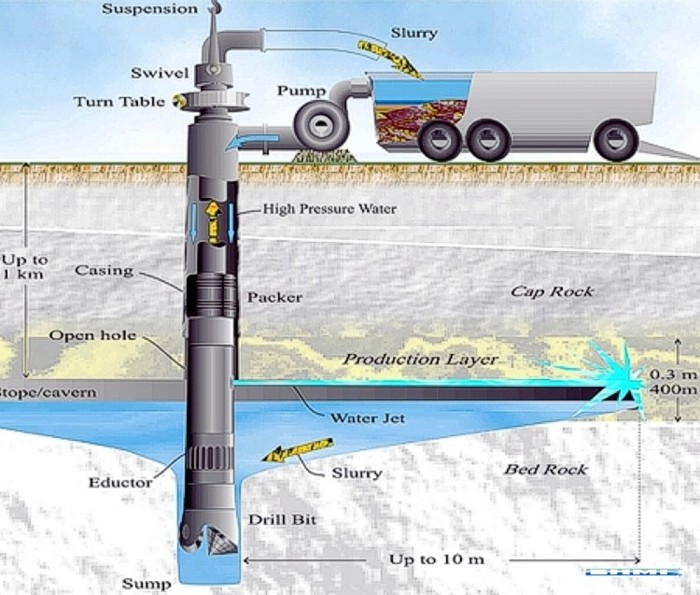

Бурові роботи (англ. drilling; нім. Bohrarbeiten) — певна сукупність і послідовність виконання операцій при будівництві експлуатаційних і дослідних свердловин і бурінні гірничотехнічних свердловин.

## Загальний опис
- До Б.р. входить: спорудження бурової вишки і привишкових споруд, монтаж (а також демонтаж) бурового устаткування, буріння (в тому числі кріплення), освоєння і випробування свердловин. Буріння супроводжується кріпленням стовбура свердловини (її ділянок по глибині) обсадними колонами, а також допоміжними і ремонтними роботами, які в основному мають також циклічний характер.

- Головні критерії оцінки ефективності Б.р. — швидкість буріння, вартість метра проходження, якість будівництва свердловин і доведення їх до проектних глибин, крім того, для геолого-розвідувальних Б.р. — репрезентативність і достовірність геолого-геофізичної і технологічної інформації, приріст запасів нафти і газу на метр проходження, для експлуатаційних — дебіт свердловини. Ефективність Б.р. зростає із зменшенням кількості рейсів, витрачуваних на буріння свердловини в конкретних гірничо-геологічних умовах, часу, витрачуваного в середньому на один рейс, із збільшенням швидкості циклу будівництва свердловини, а також із зменшенням частини всіх витрат, пов'язаних із ліквідацією наслідків аварій, ускладнень, браку в роботі і простоїв свердловин з організаційних причин.

## Історія буріння свердловин
У світовому розвитку техніки і технології буріння можна умовно виділити три етапи.
- Перший етап пов'язаний з промисловим освоєнням ударного способу буріння, при якому руйнування породи здійснюється під дією ударів падаючого на вибій свердловини бурового снаряду (наприклад, лопатевого долота) або ударів по снаряду, який стоїть у вибої. Утворена свердловина обсаджувалась сталевими трубами до моменту їх прихвату стінками свердловини. Після цього продовжували руйнуван¬ня породи долотами меншого діаметра. Цей метод буріння називався канадським. Переваги методу полягали у тому, що продуктивний пласт під час його розкриття зберігав свої фільтраційні властивості незмінними. Однак при аномальному тиску цей спосіб не забезпечував повного розкриття пласта через неконтрольоване фонтанування свердловини.
- Другий етап пов'язаний з освоєнням обертового (роторного) способу, завдяки якому буріння свердловин істотно прискорилося і стало безпечнішим. Поєднання цього способу з винаходом шарошкових і алмазних безопорних доліт дозволило ефективно здійснювати буріння глибоких і надглибоких свердловин. У кінці XX століття буріння свердловин у світі здійснювалося, переважно, роторним способом. У 20 — 30-х рр. минулого століття був винайдений турбінний спосіб буріння. Турбобури, електробури та об'ємні (ґвинтові) двигуни склали новий клас бурових машин — вибійних двигунів.
- Третій етап — освоєння спорудження похило-скерованих, кущових, багатовибійних горизонтальних і горизонтально-розгалужених свердловин. Розроблено теорію проєктування трас свердловин, засобів маркшейдерії, техніки для скерованого викривлення стовбура свердловини та стабілізації напрямку стовбура свердловини, технологію такого буріння. Створені механізми викривлення, телеметричні системи, вибійні двигуни дозволяють бурити похило-скеровані кущові свердловини в умовах, коли з одного майданчика бурять до 36 свердловин з виведенням їх вибоїв у точки, обумовлені проєктом розробки родовища.

## Буровий інструмент

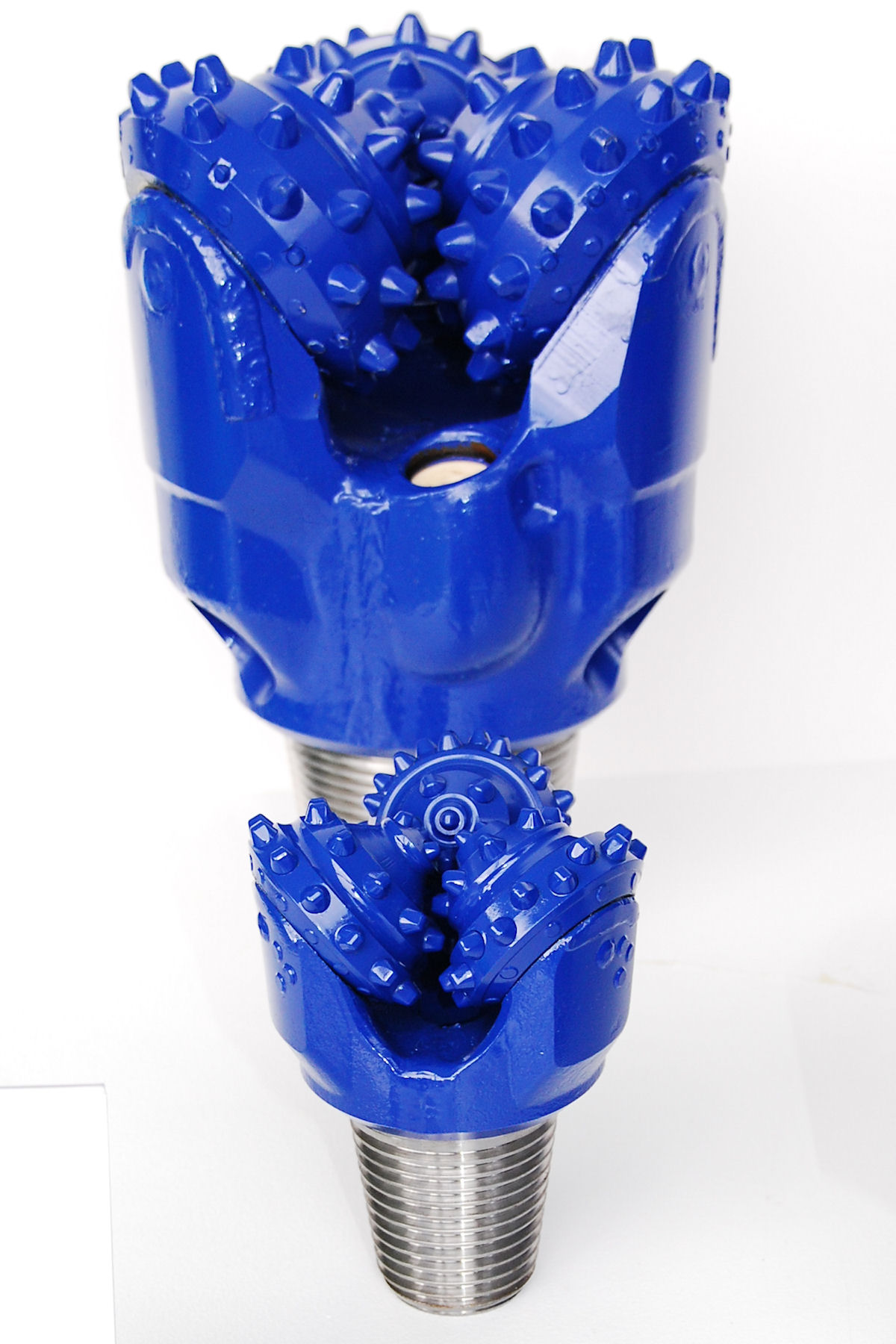
Бурове долото

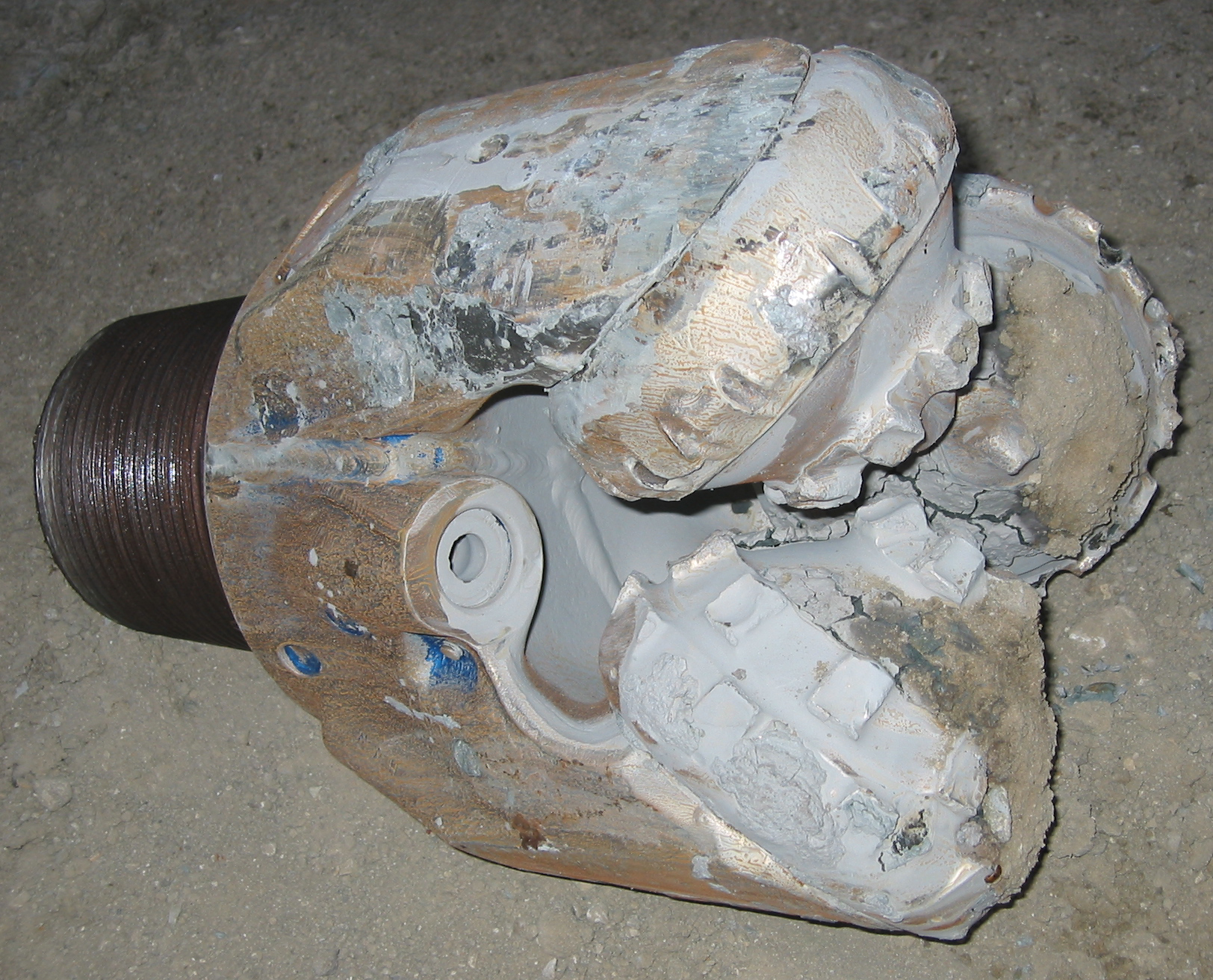
Бурове долото

Приклад руйнування бурового інструменту.

Технологічний буровий інструмент застосовують для виконання робіт, пов'язаних безпосередньо з процесом буріння свердловин. У нього входить породоруйнуючий буровий інструмент — різці, бурові коронки, долота тощо, інструмент для відбору керна, а також розширювачі, калібратори та інш. для руйнування стінок свердловини з метою надання їй необхідного діаметра і поперечного перетину.

## Способи буріння свердловин
Руйнувати гірські породи можна механічним, гідравлічним, термічним, фізико-хімічним, електрофізичним та іншими способами. На сьогоднішній день промислове застосування знайшли лише способи механічного руйнування породи.
Механічні способи буріння за методом дії інструменту на вибій поділяють на:
- обертальний роторний, або із застосуванням вибійних двигунів (турбо-, електробурів, гвинтових двигунів);

- ударний (ударно-штанговий, ударно-канатний);

- ударно-обертальний.

## Режими буріння свердловин
Ефективність руйнування породи долотом залежить від: осьового навантаження на долото, частоти його обертання, параметрів промивальної рідини, конструкції долота, властивостей породи та інших факторів. Деякими з них можна оперативно управляти.
Під режимом буріння розуміють сукупність факторів, які впливають на ефективність руйнування породи та інтенсивність зношування долота і якими можна оперативко управляти в період роботи долота на вибої. Ці фактори називають режимними параметрами.
До режимних параметрів належать:
1. осьове навантаження на долото Рд.;
2. частота обертання долота ωд.;
3. секундна витрата промивальної рідини Q;
4. параметри промивальної рідини.
Режими буріння поділяють на:
- 1. Звичайний: а) оптимальний;

б) раціональний;
в) форсований (швидкісний або силовий).
- 2.Спеціальний.

Під оптимальним розуміють такий режим буріння, який забезпечує найвищу продуктивність праці при мінімальних затратах і якісне виконання поставленої задачі. Критерієм оптимізації є мінімум вартості одного метра проходки і максимум рейсової швидкості.
Під раціональним розуміють такий режим буріння, який забезпечує краще значення одного чи декількох показників при даному технічному оснащенні. (При певних можливостях виконання поставленої задачі відбувається швидше і дешевше).
Форсований режим — це такий, який призводить до збільшення швидкості буріння.
Форсування — це інтенсифікація процесу буріння за рахунок збільшення швидкості обертання долота або осьового навантаження на долото внаслідок чого зростає механічна швидкість буріння.
Швидкісний режим буріння — це такий, при якому інтенсифікація процесу руйнування породи досягається внаслідок збільшення швидкості обертання долота.
Силовий режим буріння — це такий, при якому інтенсифікація процесу руйнування досягається внаслідок збільшення осьового навантаження на долото.
Під спеціальним розуміють такий режим буріння, який забезпечує найкраще виконання тієї чи іншої спеціальної задачі (буріння похилоскерованих свердловин, буріння з відбором керна, буріння в продуктивному пласті, буріння в зонах ускладнень, попередження викривлення, аварійні роботи тощо).

## Ускладнення при бурінні
Ускладнення стану стовбура свердловини, які утруднюють її подальше заглиблення. Найбільш поширені порушення цілісності стінок свердловини, поглинання промивальної рідини, нафто-, водо- або газопрояви, прихоплення інструменту в свердловині.

## Аварії при бурінні свердловин
Аварією при бурінні свердловини вважають переривання технологічного процесу будівництва (буріння і випробування) свердловини, яке вимагає для його ліквідації проведення спеціальних робіт не передбачених проектом. Аварії стаються через поломку, залишення або падіння в свердловину елементів бурильних та обсадних колон, прихоплення, відкрите фонтанування, падіння у свердловину сторонніх предметів.

## Екологія бурових робіт
Першим забруднюючим об'єктом в ланцюжку видобування і переробки нафти є місце розташування свердловин, нафтодобувного обладнання і первинної підготовки нафти до транспортування.
Негативний вплив на навколишнє середовище тут проявляється в таких аспектах:
1) вилучення земельних ресурсів для будівництва свердловин, очисних споруд, накопичувальних резервуарів, транспортних комунікацій, житла тощо, порушення та забруднення земель;
2) викиди газоподібних речовин в атмосферу;
3) вилучення з нафтою високомінералізованих супутніх вод, та скид їх в пониження рельєфу;
4) аварійні розливи нафти з наступним випаровуванням.
Процес буріння може супроводжуватися різного роду міжпластовими перетіканнями вуглеводнів, які порушують режим надр.

## Техніко-економічні показники буріння свердловин
Ефективність руйнування породи при бурінні визначається поглибленням свердловини на один оберт, механічною швидкістю буріння (величиною проходки в м за одну годину механічного буріння), рейсовою швидкістю (швидкістю буріння з врахуванням проходки на долото та часу на спуско-підіймальні операції) та вартістю одного метра проходки.
- 1. Проходка на долото (hд) ‒ це кількість метрів, пробурених даним долотом до його повного зносу. Якщо долото спускається в свердловину декілька разів, то проходку за кожний спуск називають проходкою за рейс (hр). Коли долото зношується за один рейс hд = hр . При використанні алмазних доліт і доліт типу «ІНМ», а також бурильних головок для відбору керна hр < hд.
- 2. Механічна швидкість буріння характеризує інтенсивність руйнування породи долотом і дорівнює кількості метрів, пробурених за одиницю часу взаємодії долота з породою. Відношення проходки за рейс до часу, затраченого на руйнуван-ня породи протягом цього рейсу, називають середньою механічною швидкістю буріння.
- 3. Під рейсовою швидкістю розуміють швидкість поглиблення свердловини з врахуванням затрат часу не лише на руйнування поро-ди, але і на спуско-підіймальні операції та допоміжні роботи протягом цього рейсу. Відношення проходки за рейс до суми затрат часу на механічне руйнування породи tм протягом даного рейсу, на спуск нового і підйом зношеного долота, а також заміну долота tзд та на підготовчо-заключні і допоміжні роботи tд протягом рейсу (нарощення бурильної колони, проробка привибійної зони новим долотом, промивка свердловини перед підйомом зношеного) називають середньою рейсовою швидкістю.
- 4. Собівартість 1 м проходки враховує вартість долота та інші витрати, необхідні для забезпечення буріння. При порівняльній оцінці роботи доліт в аналогічних умовах, кращими вважаються долота, які забезпечують максимальну рейсову швидкість і мінімальну собівартість 1 м проходки.

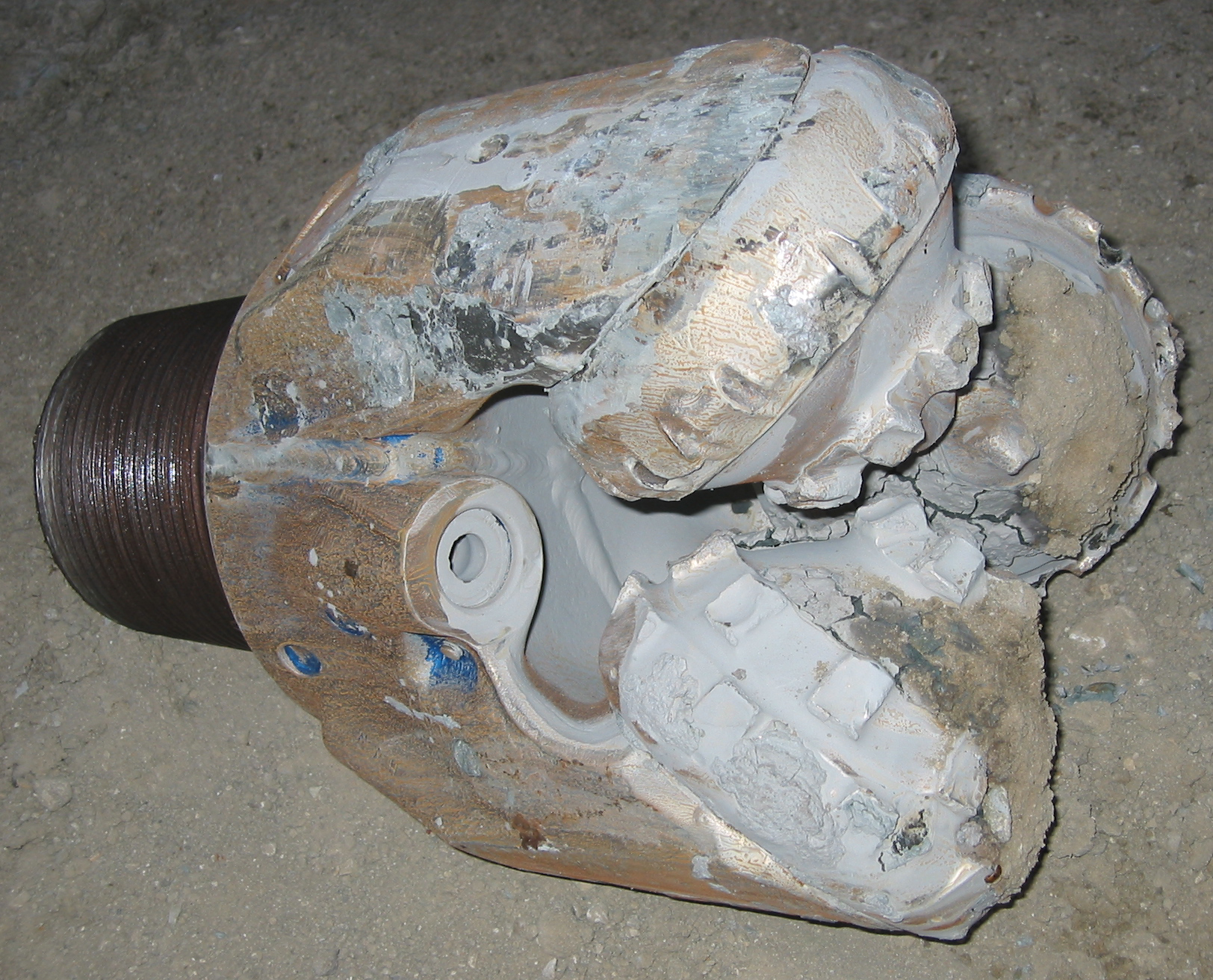
Тришарошкове долото для буріння свердловин (середнього зносу)
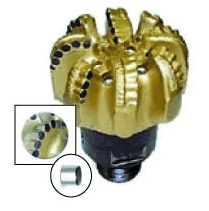
Долото PDC для буріння свердловин
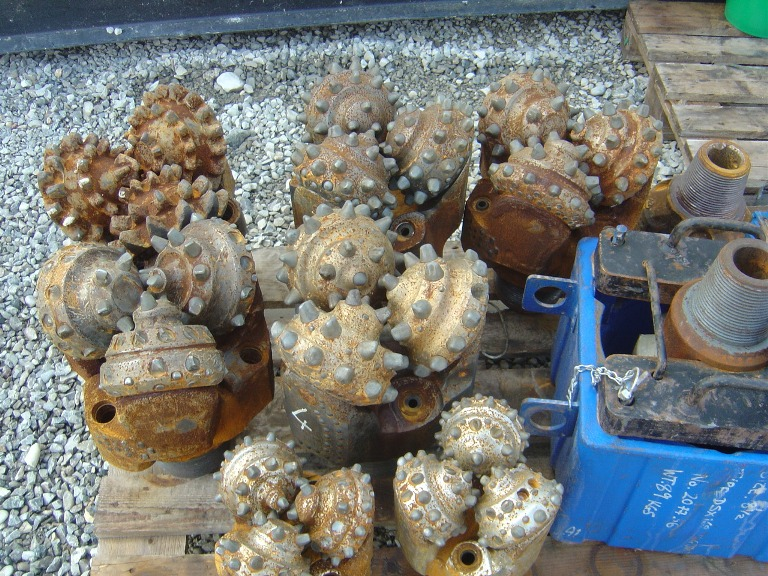
Кілька тришарошкових бітів
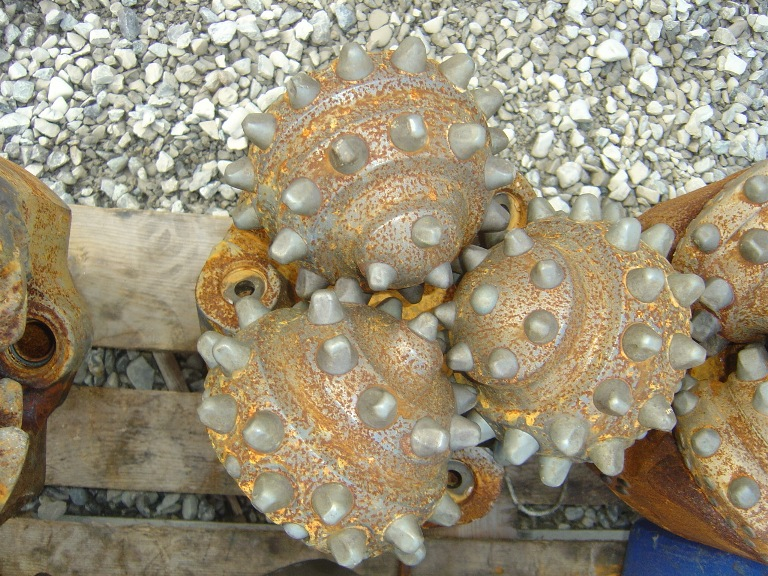
Триконусний біт
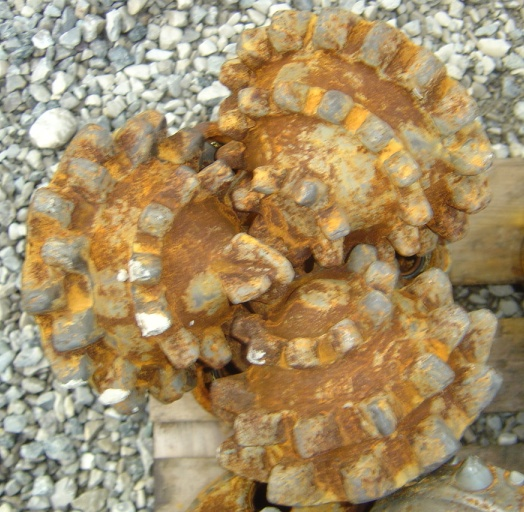
Долото
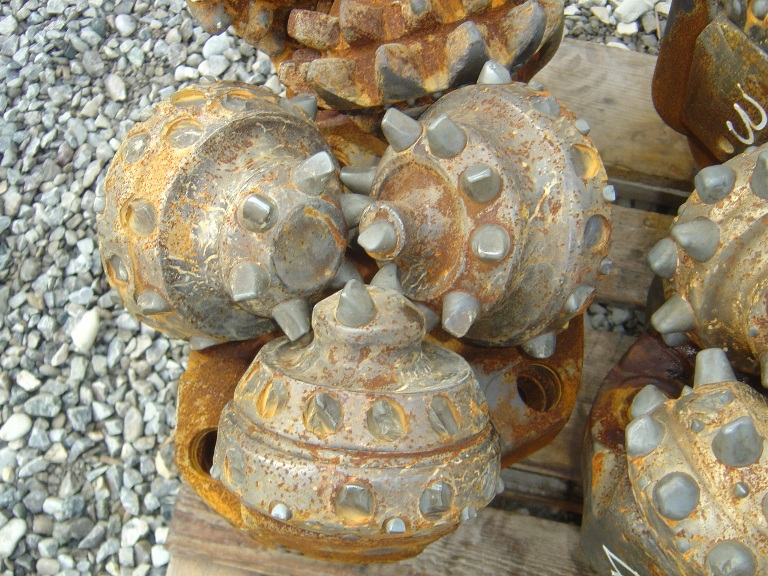
Пошкоджене долото, відсутні частини на лівому конусі
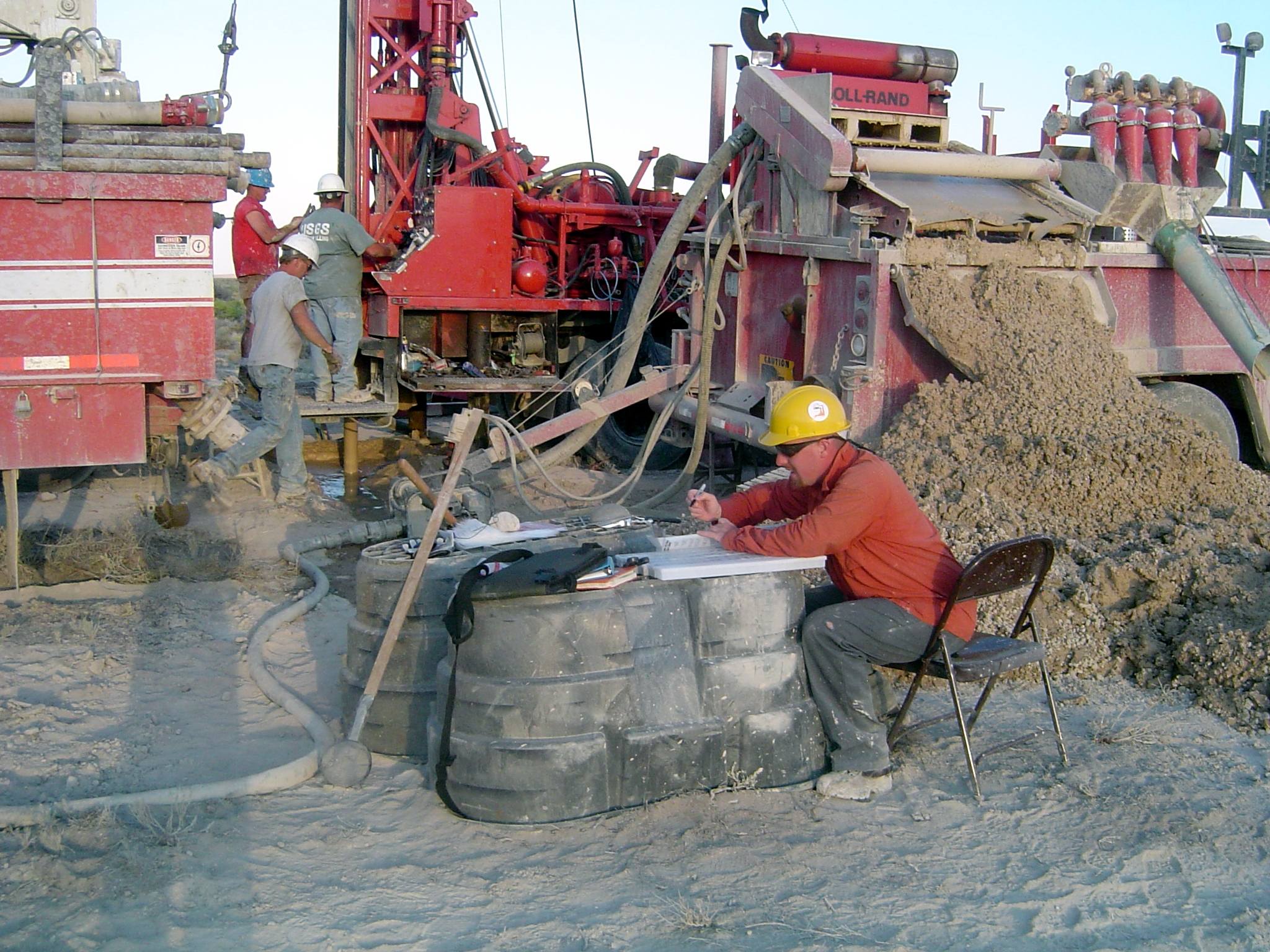
Процес каротажу бурового розчину, поширений спосіб вивчення літології під час буріння нафтових свердловин

## Цікаво
Пошуки точки, з якої починатиметься свердловина, завжди були певною проблемою. Наприкінці минулого століття був розроблений новий перспективний спосіб пошуку. Буріння стали вести на прямій, що з'єднує дві свердловини, що вже дають нафту.
У нових районах пошук родовищ нафти і газу вівся практично наосліп. Цікаві спогади про закладення свердловини залишив англійський геолог К. Крег:
| «Для вибору місця з'їхалися завідувачі бурінням і керуючі промислами і спільно визначили ту площу, в межах якої повинна бути закладена свердловина. Однак із звичайною в таких випадках обережністю ніхто не наважувався вказати ту точку, де слід було починати буріння. Тоді один з присутніх, що відрізнявся великою сміливістю, сказав, вказуючи на ворону, що кружляла над ними „Панове, якщо вам все одно, давайте почнемо бурити там, де сяде ворона…“ Пропозицію було прийнято. Свердловина виявилася незвичайно вдалою. Але якби ворона пролетіла на сотню ярдів далі на схід, то зустріти нафту не було б ніякої надії…» |

## Інтернет-ресурси
- Drilling Equipment [Архівовано 26 квітня 2017 у Wayback Machine.]